# Sojuz TMA-06M
Sojuz TMA-06M – misja statku Sojuz do Międzynarodowej Stacji Kosmicznej (ISS). Start nastąpił 23 października 2012 roku. Załoga statku współtworzyła 33. i 34. stałą załogę stacji.

## Załoga

### Podstawowa
- Oleg Nowicki (1) – dowódca (Rosja)
- Kevin Ford (2) – inżynier pokładowy (USA)
- Jewgienij Tariełkin (1) – inżynier pokładowy (Rosja)

### Rezerwowa
- Pawieł Winogradow (3) – dowódca (Rosja)
- Christopher Cassidy (2) – inżynier pokładowy (USA)
- Aleksandr Misurkin (1) – inżynier pokładowy (Rosja)